# NGC 1428
NGC 1428 је елиптична галаксија у сазвежђу Пећ која се налази на NGC листи објеката дубоког неба.
Деклинација објекта је - 35° 9' 14" а ректасцензија 3h 42m 22,9s. Привидна величина (магнитуда) објекта NGC 1428 износи 12,8 а фотографска магнитуда 13,8. Налази се на удаљености од 16,9000 милиона парсека од Сунца. NGC 1428 је још познат и под ознакама ESO 358-53, MCG -6-9-22, FCC 277, PGC 13611.